# Galium angustifolium
Galium angustifolium es una planta herbácea anual de la familia de las rubiáceas. 

## Descripción
Es una planta anual que se diferencia, frente a otras especies del género, por sus hojas romboideo-orbiculares, con relación longitud/anchura comprendida entre 1 y 1,5, de nerviación prominente, con los nervios laterales arqueados, y, en la parte superior, algunos dientes agudos dirigidos hacia el ápice. Las hojas crecen en verticilos de cuatro alrededor de la raíz a intervalos, La inflorescencia es una panícula que contiene varias flores.  La planta es dioica, con flores masculinas y femeninas de apariencia similar, con las flores de color amarillo con parte verdoso. El fruto está cubierto de erizados  pelos de color blanco o amarillento.

## Distribución
Es una especie de amplia distribución por Norteamérica en California y Baja California y región mediterránea, y cuya distribución en la península ibérica se centra en las áreas montañosas de la mitad este.

## Hábitat
Se la puede encontrar habitando en claros de encinar, sabinar, orillas de campos y caminos y, en general, formando parte de herbazales secos anuales subnitrófilos a una altitud de 650 a 1950 m s. n. m. Florece de mayo a agosto.

## Taxonomía
Galium angustifolium fue descrita por Thomas Nuttall ex Torr. & A.Gray y publicado en A Flora of North America: containing . . . 2(1): 22, en el año 1841.
Etimología
Galium: nombre genérico que deriva de la palabra griega gala que significa  "leche",  en alusión al hecho de que algunas especies fueron utilizadas para cuajar la leche.
angustifolium: epíteto latíno que significa "con las hojas estrechas".
Subespecies aceptadas
- Galium angustifolium subsp. angustifolium
- Galium angustifolium subsp. foliosum (Hilend & J.T.Howell) Dempster & Stebbins
- Galium angustifolium subsp. gabrielense (Munz & I.M.Johnst.) Dempster & Stebbins
- Galium angustifolium subsp. onycense (Dempster) Dempster & Stebbins[5]

Sinonimia
subsp. angustifolium
- Galium angustifolium var. bernardinum Hilend & J.T.Howell
- Galium angustifolium var. diffusum Hilend & J.T.Howell
- Galium angustifolium var. siccatum (W.Wight) Hilend & J.T.Howell
- Galium siccatum W.Wight
- Galium trichocarpum Nutt.[6]

subsp. foliosum (Hilend & J.T.Howell) Dempster & Stebbins
- Galium angustifolium var. foliosum Hilend & J.T.Howell[7]

subsp. gabrielense (Munz & I.M.Johnst.) Dempster & Stebbins
- Galium gabrielense Munz & I.M.Johnst.
- Galium siccatum var. anotinum Jeps.[8]

subsp. onycense (Dempster) Dempster & Stebbins
- Galium angustifolium var. onycense Dempster[9]